# Poursuite individuelle masculine aux Jeux olympiques d'été de 2000
Navigation
Atlanta 1996 Athènes 2004
La poursuite individuelle masculine est l'une des douze compétitions de cyclisme sur piste aux Jeux olympiques de 2000. Elle consiste en une série de duels. Les deux cyclistes partent des côtés opposés de la piste et parcourent 16 tours (4 kilomètres) pour essayer de rejoindre l'adversaire. Si aucun cycliste n'est rejoint, les coureurs sont départagés au temps.

## Résultats

### Qualifications (16 septembre)
Les 17 participants se mesurent dans des manches. La qualification pour le tour suivant n'est pas automatique pour les vainqueurs de ces duels. Ce sont les cyclistes avec les quatre meilleurs temps qui se qualifient pour les demi-finales.
| Rang | Coureur               | Pays             | Temps          | Notes  |
| ---- | --------------------- | ---------------- | -------------- | ------ |
| 1    | Robert Bartko         | Allemagne        | 4 min 18 s 972 | Q (RO) |
| 2    | Rob Hayles            | Grande-Bretagne  | 4 min 20 s 996 | Q      |
| 3    | Jens Lehmann          | Allemagne        | 4 min 21 s 350 | Q      |
| 4    | Bradley McGee         | Australie        | 4 min 21 s 903 | Q      |
| 5    | Philippe Gaumont      | France           | 4 min 22 s 142 |        |
| 6    | Alexandre Symonenko   | Ukraine          | 4 min 23 s 983 |        |
| 7    | Sergiy Matveyev       | Ukraine          | 4 min 25 s 380 |        |
| 8    | Walter Pérez          | Argentine        | 4 min 30 s 757 |        |
| 9    | Luke Roberts          | Australie        | 4 min 31 s 162 |        |
| 10   | Mariano Friedick      | États-Unis       | 4 min 31 s 241 |        |
| 11   | Vladimir Karpets      | Russie           | 4 min 31 s 342 |        |
| 12   | Christian Vande Velde | États-Unis       | 4 min 31 s 528 |        |
| 13   | Alexei Markov         | Russie           | 4 min 31 s 589 |        |
| 14   | Gary Anderson         | Nouvelle-Zélande | 4 min 32 s 304 |        |
| 15   | Franco Marvulli       | Suisse           | 4 min 34 s 000 |        |
| 16   | Antonio Tauler        | Espagne          | 4 min 34 s 415 |        |
| 17   | Vadim Kravchenko      | Kazakhstan       | 4 min 40 s 410 |        |

### 1/2 finales (16 septembre)
Dans les demi-finales, les coureurs s'affrontent sur une manche. Les vainqueurs se qualifient pour la finale et les perdants pour la petite finale.
| Série | Rang | Coureur       | Pays            | Temps          |
| ----- | ---- | ------------- | --------------- | -------------- |
| 1     | 1    | Jens Lehmann  | Allemagne       | 4 min 23 s 032 |
| 1     | 2    | Rob Hayles    | Grande-Bretagne | 4 min 30 s 080 |
| 2     | 1    | Robert Bartko | Allemagne       | 4 min 21 s 067 |
| 2     | 2    | Bradley McGee | Australie       | 4 min 22 s 644 |

### Match pour la troisième place (17 septembre)
Les coureurs éliminés au tour précédent se rencontrent pour la médaille de bronze.
| Rang | Coureur       | Pays            | Temps          |
| ---- | ------------- | --------------- | -------------- |
| 3    | Bradley McGee | Australie       | 4 min 19 s 250 |
| 4    | Rob Hayles    | Grande-Bretagne | 4 min 19 s 613 |

### Finale (17 septembre)
Les coureurs qualifiés au tour précédent se rencontrent pour le titre olympique.
| Rang | Coureur       | Pays      | Temps               |
| ---- | ------------- | --------- | ------------------- |
| 1    | Robert Bartko | Allemagne | 4 min 18 s 515 (RO) |
| 2    | Jens Lehmann  | Allemagne | 4 min 23 s 824      |

## Sources
- Résultats